# Domínio de Hirose
Domínio de Hirose (広瀬藩, Hirose-han) foi domínio do período Edo da história do Japão . Localizado na Província de Izumo, atual Shimane . O domínio foi governado  por um ramo do Clã Matsudaira vindo de  Fukui (Echizen)   .

## História
Em 1666, Matsudaira Chikayoshi (1632-1717), segundo filho de Matsudaira Tsunataka, Daimiô de Matsue, recebeu 30.000 koku e com isso foi agraciado com o Domínio de Hirose, do qual foi organizado separando algumas terras que pertenciam originalmente ao Domínio de Matsue e passaram a formar o Ramo Nomi do Clã Matsudaira.  

## Lista de Daimiô
O Daimiô era o chefe hereditário do Domínio e ao mesmo tempo era o líder do clã.
- -- Clã Matsudaira  , 1666-1868 ( shinpan ; 30.000 koku ) [2]

1. Chikayoshi
2. Chikatoki
3. Chikatomo
4. Chikaakira
5. Chikateru
6. Chikasada
7. Naoyoshi
8. Naohiro
9. Naoyuki
10. Naomi